# Félicité Asseh
 (février 2025).
Félicité Asseh est une comédienne, scénariste, réalisatrice et mannequin camerounaise.

## Biographie
Félicité Asseh est une comédienne titulaire d'une licence en art du spectacle artiste aux multiples talents. Elle brille sur la scène du cinéma, du théâtre et de la francophonie. Née en 1992, elle a su conquérir les cœurs des cinéphiles par la passion et son dévouement pour l’art.
Félicité Asseh a rapidement fait ses preuves en tant que comédienne. Elle a foulé les planches de théâtres prestigieuse  Sa pièce « La chèvre et le léopard« , mise en scène a été acclamée lors du concours « Découverte » de l’Institut  Goethe de Yaoundé.
En parallèle, Felicité s’est également distinguée en tant que réalisatrice et scénariste.
Elle est  un également modèle photo  .
Engagée dans la francophonie, Félicité participe activement à la Caravane des Dix Mots de la Francophonie

## Carrière
En 2016, elle  remporte le 3ème Prix avec son scénario L'enfer c'est mon genre, à la première édition du Concours du scénario organisé  par le Festival Ecrans Noirs de Yaoundé, sur le thème"Le genre en Action"
En 2019, elle est lauréate du grand jeu concours "FESPACO film/portable" organisé par le FESPACO (la seule Camerounaise en compétition parmi plus de 11 pays).
En 2020, elle tient un rôle dans la pièce de théâtre "Hamlet Machine" de Martin Ambara.
En  2021. Elle a remporté le titre de Meilleure actrice au Hollywood International Diversity Film Festival pour son rôle principal dans le long métrage « LA VALLÉE DES AIGLES / THE EAGLE’S NEST« . Son interprétation émouvante de Samantha Penne a également été saluée au Festival International du Film de Nice, où elle reçoit le Prix de la Meilleure Actrice Principale dans un film en langue étrangère.

## Filmographie
- 2016 : L'Enfer c'est mon genre
- 2020 : The Eagle's Nest
- 2022 : Kankan